# 日肥線
日肥線（にっぴせん）は、かつて国鉄バス・九州旅客鉄道（JR九州バス）が運行していた自動車路線である。
本項では、運行に携わっていた九州旅客鉄道妻自動車営業所（旧・国鉄妻自動車営業所）についてもあわせて記述する。

## 概説
本路線は、第二次世界大戦中の1944年に、妻と湯前を結ぶ貨物自動車路線として運行が開始された米良線が前身となる。1945年12月1日に妻自動車区の開設と同時に旅客輸送も開始された。1950年に自動車営業所に組織変更され、1952年には戦後の機動輸送に対応して設立された人吉自動車営業所を妻自動車営業所人吉支所とした。同年7月には湯前 - 人吉間を開業、この時に路線名を日肥線に改称している。
改正鉄道敷設法別表第122号には「熊本縣湯前ヨリ宮崎縣杉安ニ至ル鐡道」の記述があり、本路線は湯前線と妻線を結ぶ鉄道線の先行という使命を有していた。また、妻自動車営業所は九州内の国鉄自動車営業所では2番目に営業キロ総延長が長い自動車営業所であり、路線整理が進んだ1984年時点においても路線総延長は233.2kmに達していた。
しかし、モータリゼーションが進むと利用者数が減少することになった。特に本路線では、両端の都市部が九州産業交通と宮崎交通の営業エリアであり、国鉄バスとしては沿線人口が少ない地域の路線しか運行していなかった。さらに、沿線に高等学校が存在しなかったため、ローカル路線において主たる利用者となる通学利用も少なかった。このため、管内の路線では合理化が進められ、1976年8月には人吉支所と湯前在勤を統合して湯前支所としたほか、1980年6月10日には全路線のワンマン化を行った。
1981年以降は九州内の国鉄バス自動車営業所では最下位の営業成績となり、1982年度の1日平均収入は全路線を合計してもわずか23万9000円で、営業所の収支係数は424.6となっていた。このことから、地域の自治会等に年間60万円の回数券購入を依頼したり、西米良村において花火大会が行われた際には臨時バスの運行などを行い、増収を図ったという。

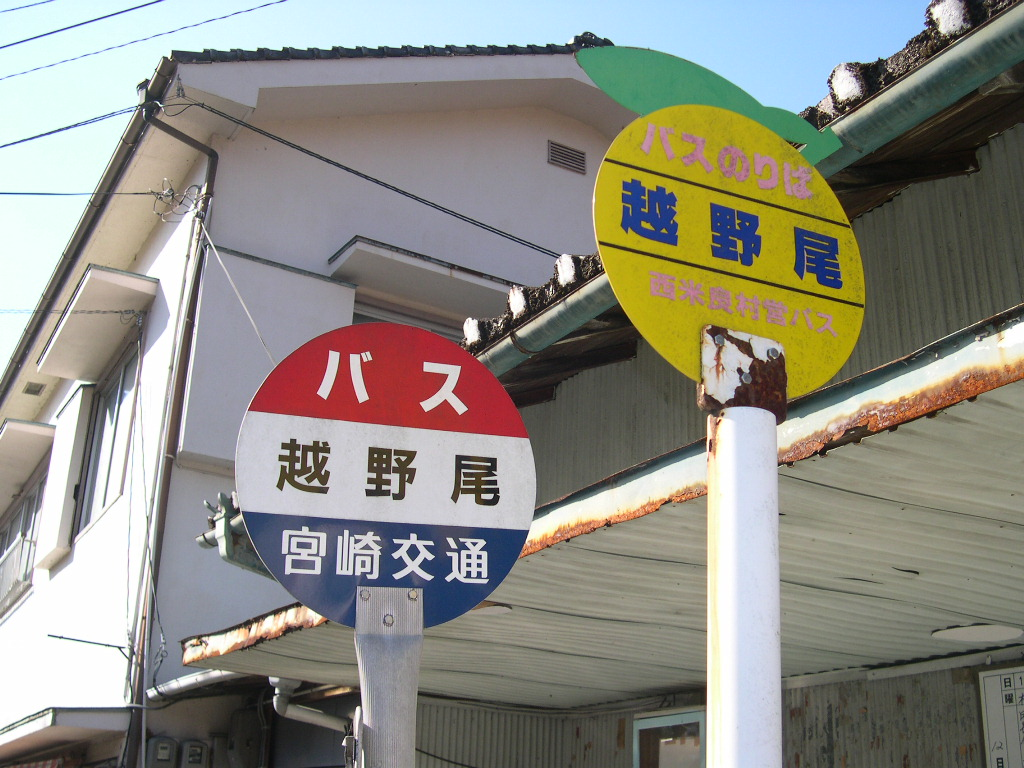
越野尾バス停

しかし、乗客の減少はとどまらず、特に村所以北の区間では1日平均利用者数が2人という状態となったため、1996年7月16日限りで村所以北の路線が廃止され、西米良村営バスに代替された。残された村所以南の区間についても、1998年3月31日限りで廃止となり、宮崎交通に移管された。

## 路線一覧

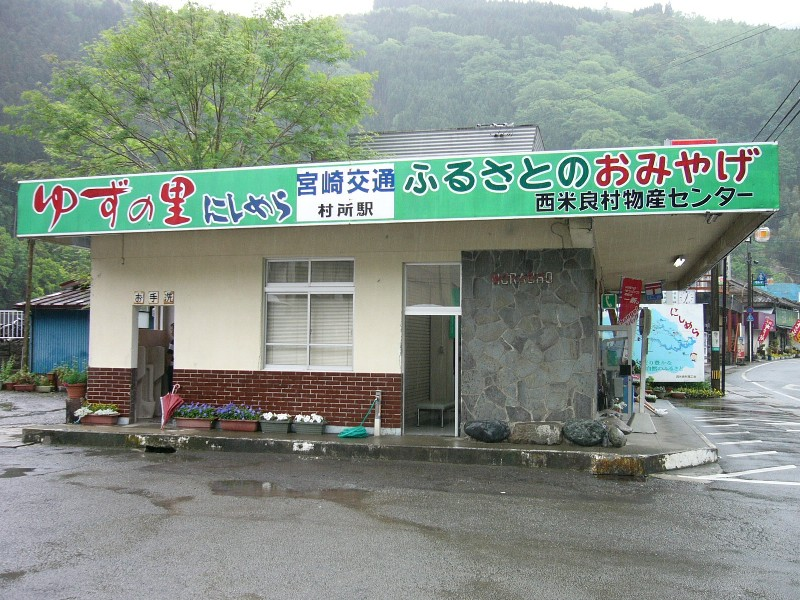
2005年当時の村所駅。JR九州バス撤退後は宮崎交通と西米良村営バスが使用している。この建物はJR九州バス時代のものであるがその後2012年に建て替えられた。

村所駅は自動車駅で、業務は西米良村に委託されていた。駅の所在地は、宮崎県児湯郡西米良村村所105-3
- 日肥本線
  - 宮崎駅 - 妻駅 - 杉安駅 - 一ノ瀬 - 越野尾 - 村所駅 - 鶴瀬 - 湯前駅 - 人吉駅 - 温泉前 159.7km
  - 北校前 - 石貫 - 山路 4.5km ※通称「山路線（やまじせん）」
  - 一ノ瀬 - 尾吐 13.4km ※通称「銀鏡線（しろみせん）」
  - 越野尾 - 仲入 12.7km ※通称「小川線（おがわせん）」
  - 鶴瀬 - 日向折戸 ※通称「板谷線（いたやせん）」
- 椎葉線（しいばせん）22.1km
  - 村所駅 - 下ノ原 - 大河内
- 高鍋線（たかなべせん）18.4km
  - 妻駅 - 穂北駅 - 高鍋駅

上記の他、昭和40年代まで人吉市内線（人吉駅～温泉町）も運行されていた。

## 車両

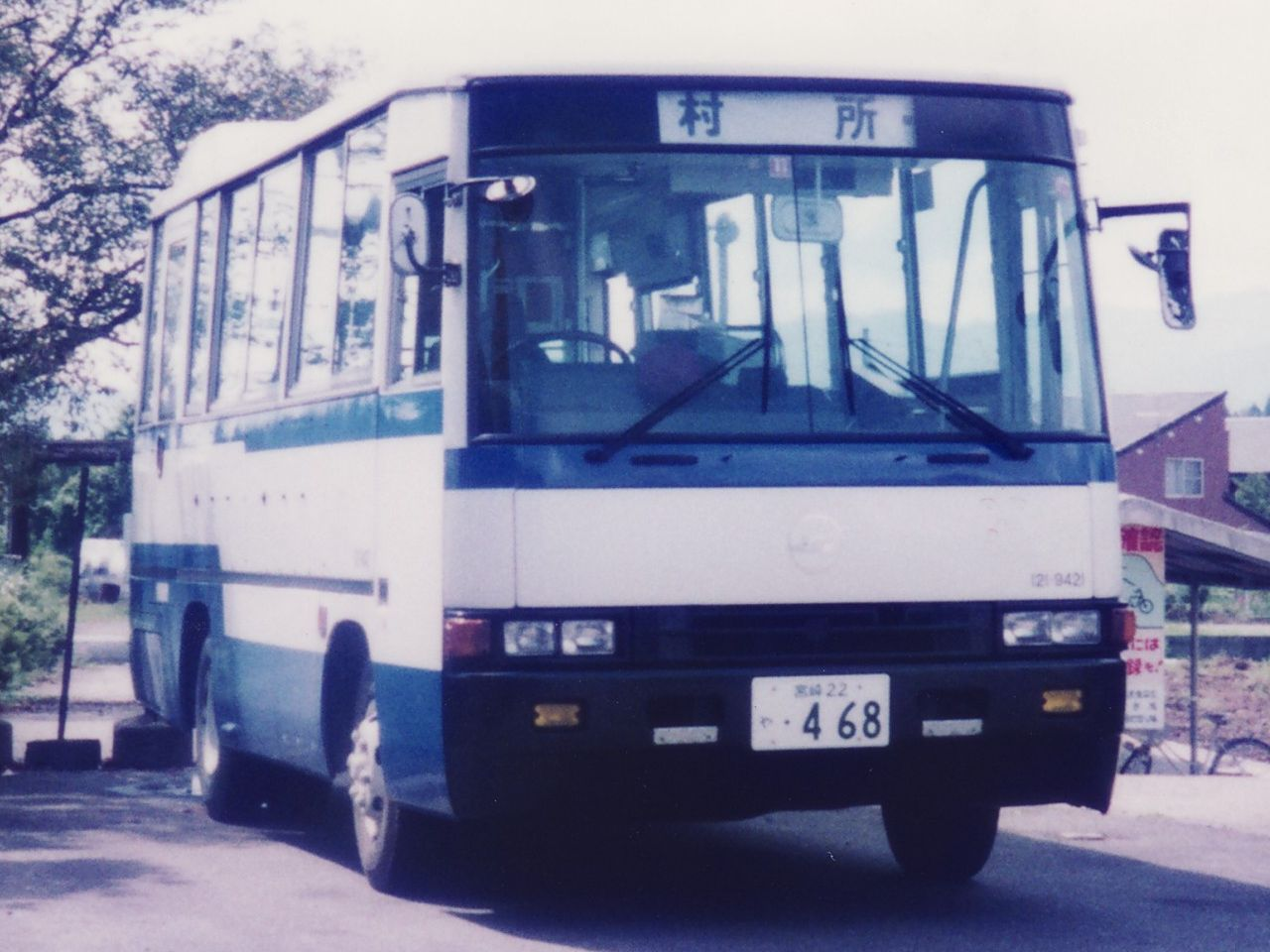
1型(121-9421) 西米良村営バスに譲渡後（1997年8月）

ワンマン化の過程では、狭隘路線向けの車両として、国鉄バスでは当時3営業所にしか導入されなかったマイクロバス（1型・通称「ライトバス」）の導入が行われた。同時に、本営業所から大型路線バス車両（4型以上）は消滅し、全て中型バス（3型）とマイクロバスによる運行となった。
1984年時点の配置台数は、3型13台と1型5台、貸切車1台となっていた。その後の路線縮小により、1996年3月31日時点では、配置車両は5台に削減され、そのうち4台が1型で、1台だけ3型が配置されていた。1型のうち3台は西日本ジェイアールバスからの譲受車で、JR九州のバスの標準色である「RED LINER」とはならず、ウエンズピンクの部分を青く塗っただけの状態で使用していた。

## 付記

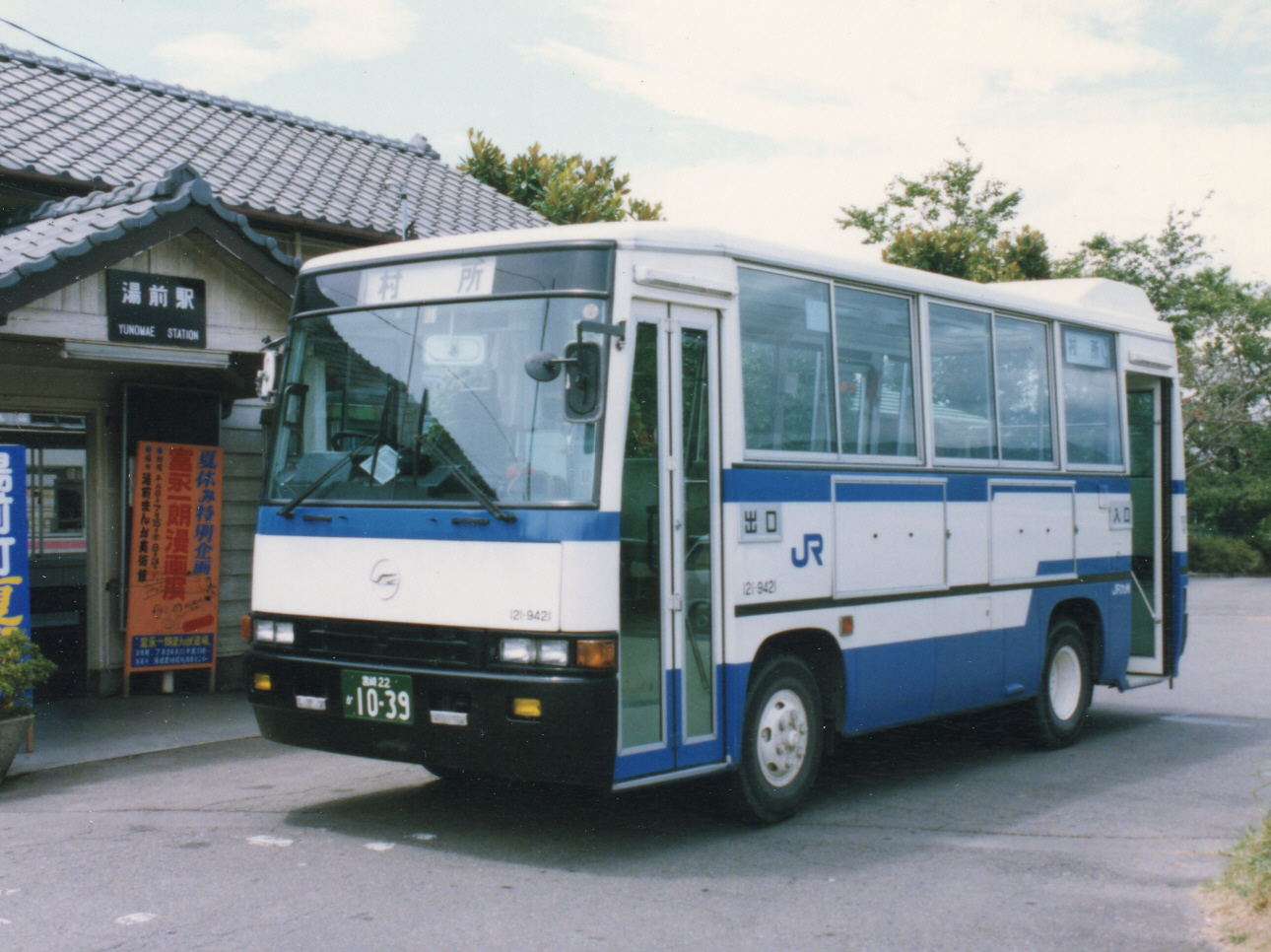
湯前駅前にて

九州ワイド周遊券での利用も可能であったことから、観光客の利用もあったほか、大型キャンペーン「いい旅チャレンジ20,000km」が行われていた期間中は、行き止まり線区である妻線と湯前線を結んでいたため、本路線を使用して「乗りつぶし」を行う利用者もみられた。

## 注記
1. ↑  「運輸通信省告示第574号」『官報』1944年11月28日（国立国会図書館デジタルコレクション）
2. 1 2 3 4 5 6  『鉄道ジャーナル』1984年6月号 p88
3. 1 2 3  『鉄道ジャーナル』1984年6月号 p90
4. 1 2  『鉄道ジャーナル』1984年6月号 p91
5. 1 2  “バス路線日肥線の一部17日から廃止”. 交通新聞 (交通新聞社):  p. 1. (1996年7月9日)
6. ↑  『鉄道ジャーナル』1984年6月号 p91によれば、他には川本と嬉野のみ。
7. ↑  『バスジャパン・ハンドブックシリーズ9 四国旅客鉄道・九州旅客鉄道』p41